# Parlar xava
Amb parlar xava es designa tant la forma de parlar pròpia d'algunes zones del Barcelonès (amb una clara influència del castellà), com la persona que té aquest parlar.
En llenguatge caló català, xava significava senzillament "noi". Igual que xaval, prové del mot gitano xabó. El terme entra a la literatura catalana l'any 1910, quan Juli Vallmitjana escriu La Xava.
Per una curiosa metonímia, una paraula en argot passa a ser sinònim de tot l'argot. Així, en una segona fase el terme xava designa l'argot popular català parlat als anys vint als barris obrers de Barcelona. Va ser a través d'ell que algunes paraules procedents del llenguatge dels gitanos o de l'argot de la delinqüència (catipén, endinyar, mangar, pirar) es van introduir al català.
Després de la guerra, la barreja de pressió immigratòria i de repressió lingüística provoca un retrocés qualitatiu del català: es perden els sons vocàlics propis. Aquest fenomen nou, però, no és designat amb una paraula nova, sinó que manté el terme xava, que en aquesta tercera fase equival a una degradació fonètica del català estàndard.
Paral·lelament els barcelonins més distingits, és a dir, els que no parlaven xava, comencen a utilitzar aquesta paraula com a adjectiu sinònim de "vulgar, xaró, de mal gust". Terenci Moix la fa servir a la novel·la El dia que va morir Marilyn, sempre en boca de personatges de la burgesia ascendent.

## Característiques del parlar xava
- Les sibilants sonores (/z/,/ʒ/) s'articulen sordes: "setze ous" sona com "set sous", "fugir" sona /fuixir/.
- Les vocals neutres s'obren en [a].
- Es perd la diferència entre les vocals obertes (/ɛ/, /ɔ/) i les tancades corresponents: "cafè" es pronuncia igual que en castellà.
- Les fricatives palatals es converteixen en les africades corresponents a principi de paraula o rere consonant: "xava" esdevé "txava", que és com ho escriu Joan Oliver.
- Es perd la velarització de la /ɫ/, fet que s'ha anomenat l bleda.
- En sintaxi, absència dels pronoms febles 'hi' i 'en'.

Tot plegat, són fenòmens clarament atribuïbles a la influència del castellà en la fonètica i la sintaxi catalanes. Vegeu l'article Interferències gramaticals del castellà sobre el català.